# Förbandning
| Förbandning (fasciation) |
| --- |
| Wyethia helianthoides (nordlig wyethia), där den högra blomman är drabbad av förbandning. - Betydelse – onormalt växtsätt hos kärlväxter - Karaktär – utdragen (istället för cirkulär) tillväxt från växtens apikala meristem - Orsaker – skada eller infektion, orsakat av hormonstörning, bett, mutation, virus, bakterier, svamp eller miljö i övrigt - Bieffekt – försämrad blom- och fruktsättning - Olika ord – fasciation, cristata, kristatform, monstruosa (hos kaktusar) |

Förbandning eller fasciation (från latinets ord för 'band') är ett onormalt växtsätt hos en kärlväxt, förorsakad av en skada eller infektion. Det karaktäriseras av att växtens apikala meristem eller tillväxtpunkt ger en tillväxt endast i en dimension (åt två håll), till skillnad mot en normal cirkelformad tillväxt. Resultatet blir en utdragen men platt och bandformad vävnad, det vill säga en sorts missbildning. Förbandning kan också leda till att olika delar av plantan växer i vikt och volym.

## Orsaker och effekter
Hos suckulenter är fenomenet även känt som cristata, kristatform eller monstruosa. Hos bland annat odlade kaktusar kan det här abnorma växtsättet ses som eftersträvansvärt, av estetiska skäl.
Däremot är en förbandning i regel negativ för växtens normala liv, med försämrad blomning och fruktsättning. Fenomenet kan uppträda i växtens stam, rot, frukt eller blomtopp, och det kan orsakas av hormoner, en mutation, bakterier eller virus, svamp, bett från kvalster eller insekter, alternativt andra miljöfaktorer. I vissa fall kan en tendens till förbandning gå i arv.

## Förekomst
Förbandning är ovanligt men har observerats i över 100 olika växtfamiljer. Detta inkluderar hos lönnar, aloe, hampa, fingerborgsblomma, solhatt, forsythia, sojabönor, vivor, plommonträd, viden och kaktéer. Hos saguarokaktus leder förbandning till veck, istället för de normala "armarna".

Många odlade varieteter av jordgubbe är känsliga för förbandning, ofta som en effekt av miljöstress. I extrema fall kan tillväxten av fruktförbandet ("jordgubben") ge ett tuppkamsliknande utseende. Detta kan även resultera i abnormt stora fruktförband. I vissa fall odlas blomväxter med syfte att uppvisa förbandning. Detta förekommer bland annat hos den odlade varieten 'Sekka' av Sachalinvide.

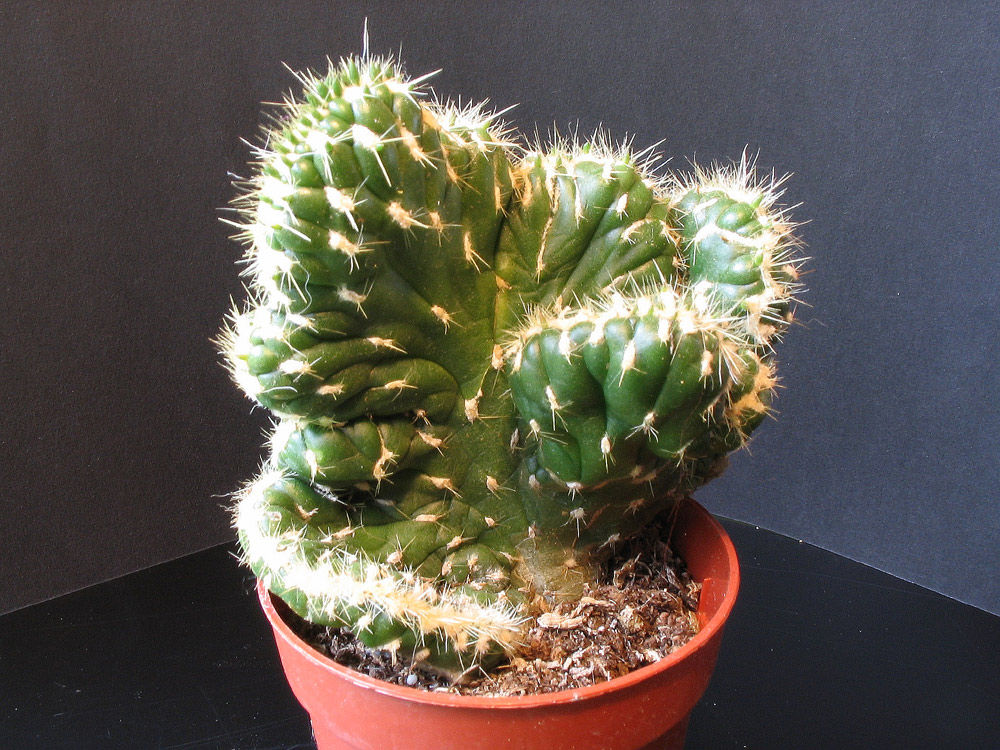
En fikonkaktus (Opuntia cylindrica) i cristataform.
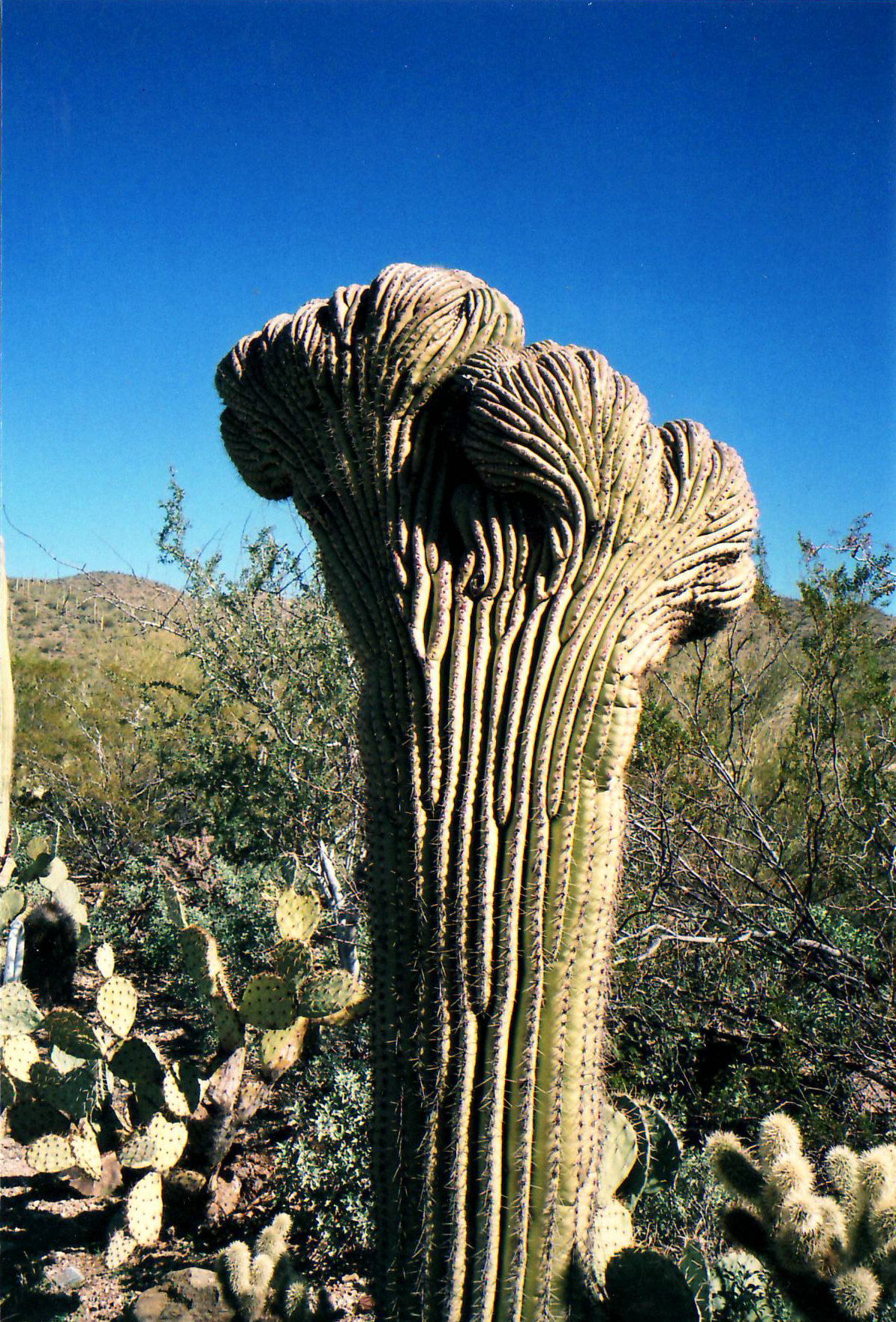
Saguarokaktus.
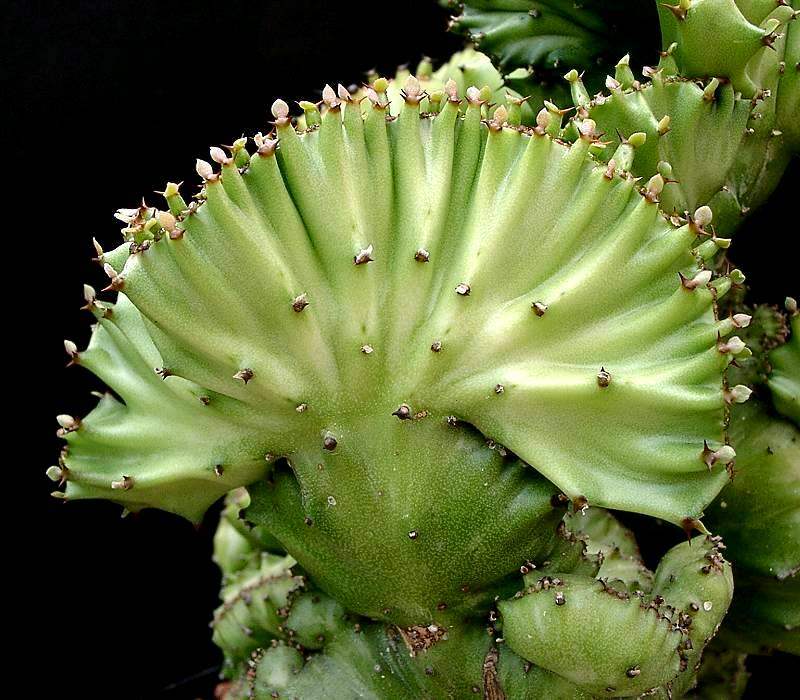
Cristataform hos Euphorbia lactea.
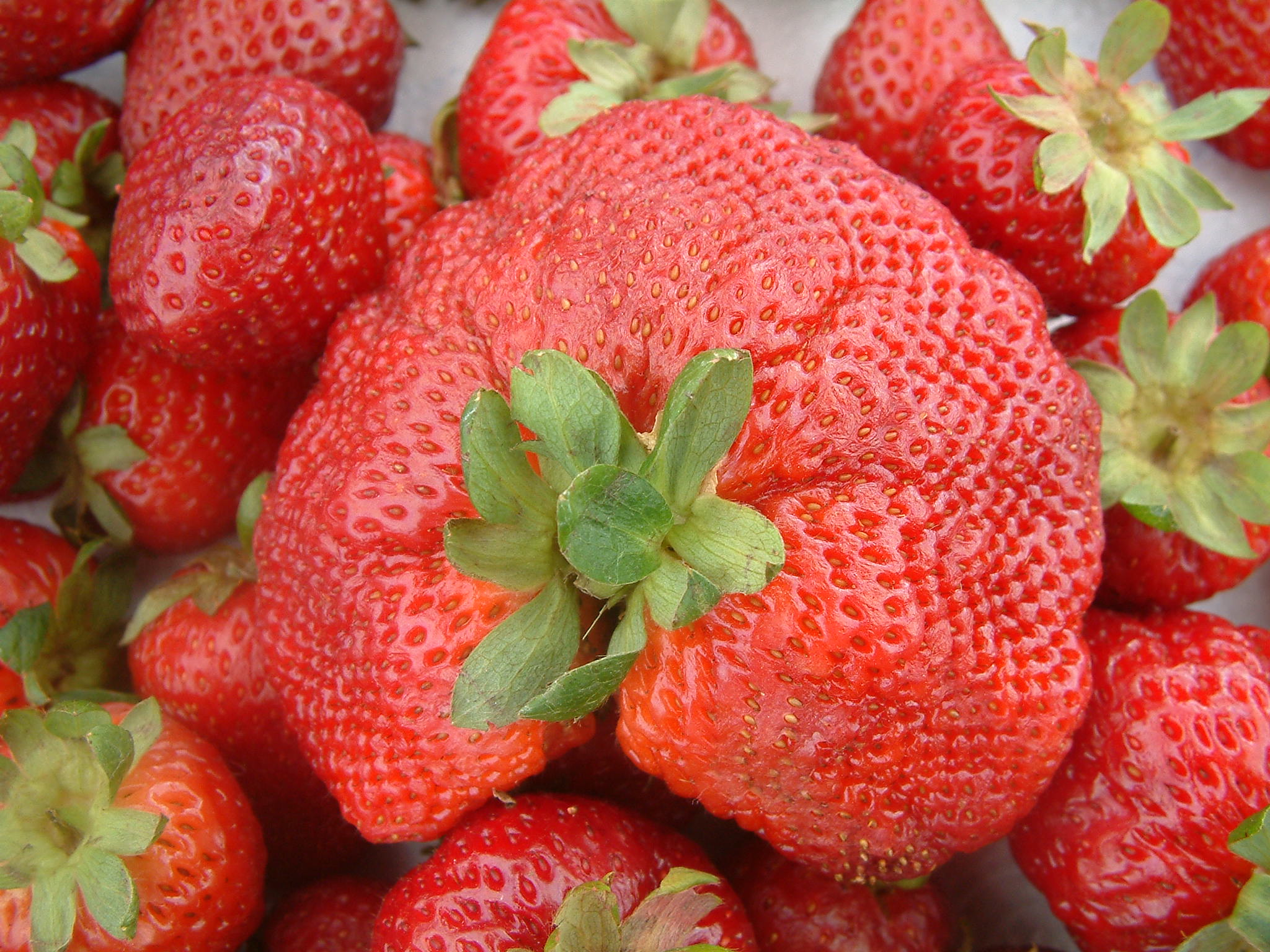
Jordgubbe drabbad av fasciation.
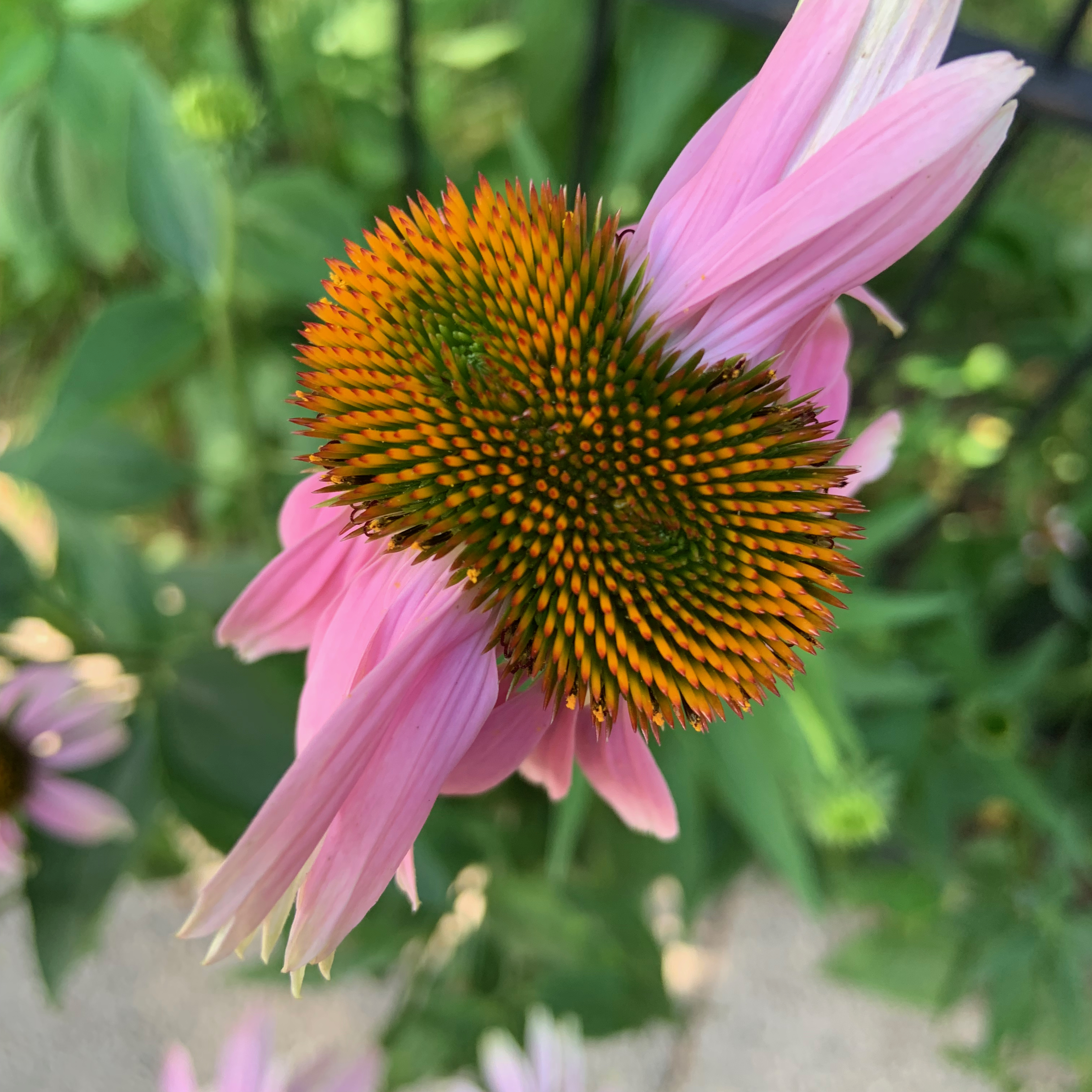
Förbandning hos en solhatt.
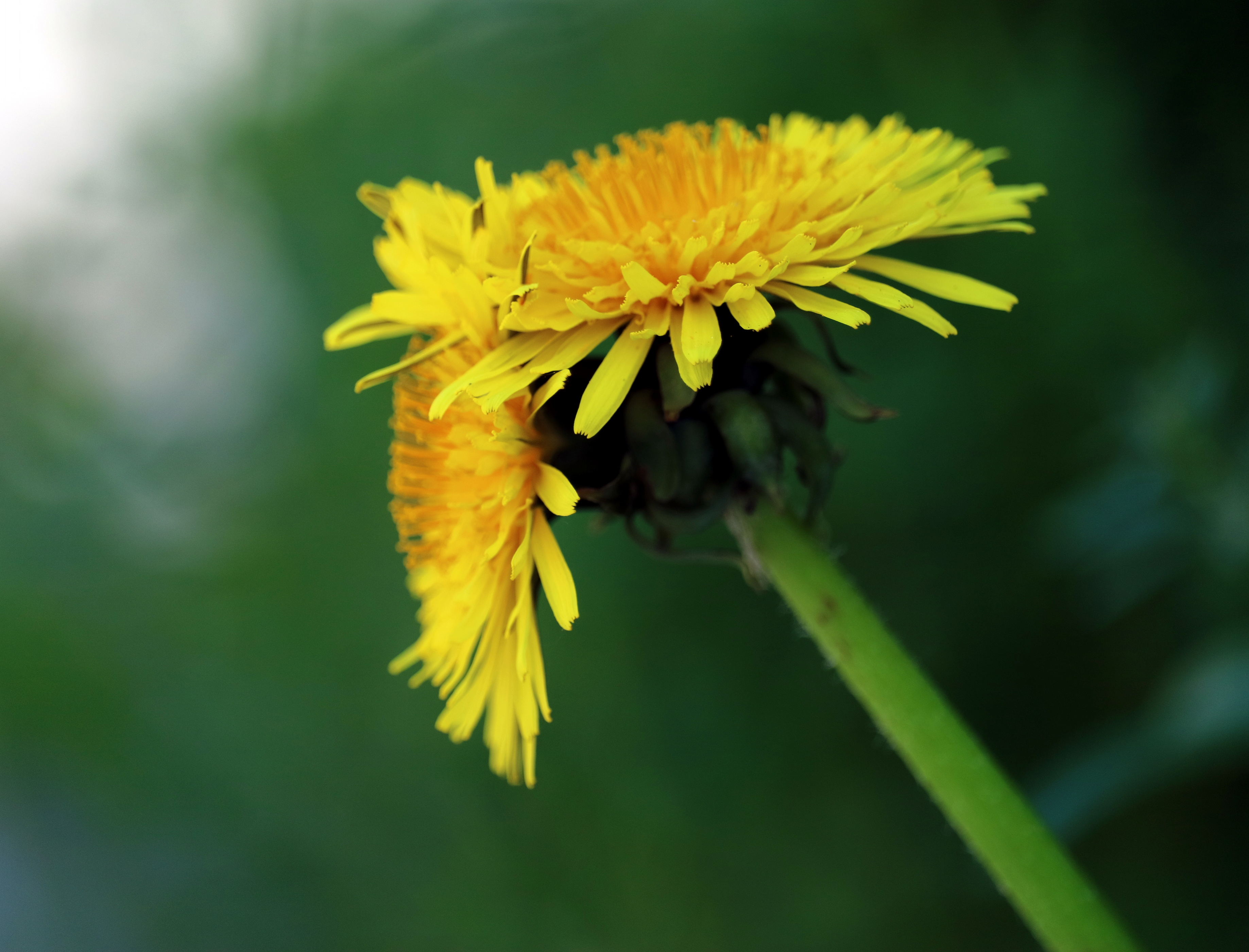
Förbandning, med två blommor i toppen på en maskrosstjälk.
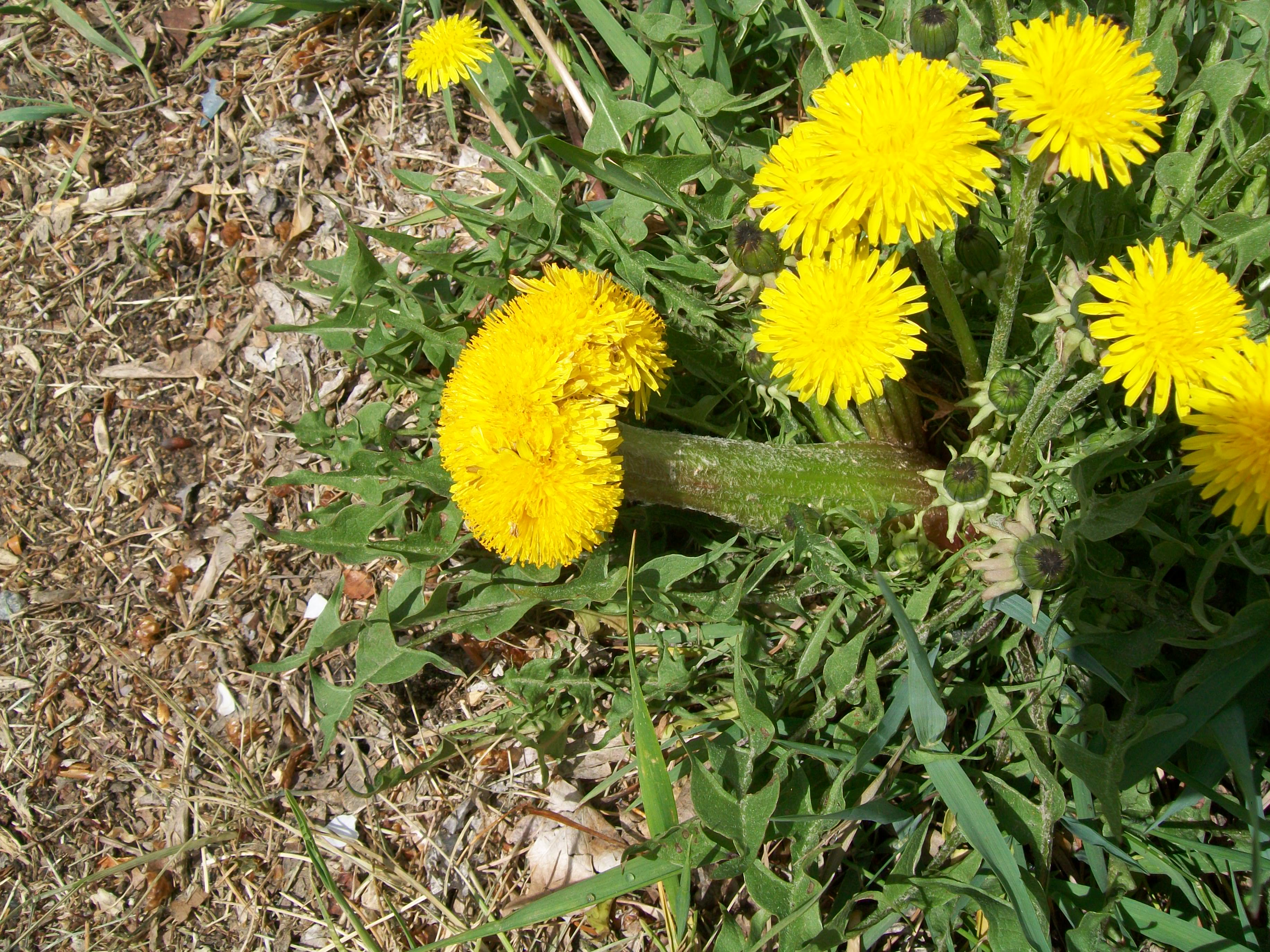
Maskrosor, där förbandning syns i mitten av bilden.